# Бовенец
Бовенец (укр. Бованець) — река на Украине, протекает по территории Хмельницкого района Хмельницкой области. Левый приток Збруча (бассейн Днестра).
Длина реки 42 км. Площадь водосборного бассейна 286 км². Уклон 1,6 м/км. Долина трапециевидная, шириной 0,3-0,5 км. Пойма основном заболочена, шириной 30-80 м. Русло слабоизвилистое, шириной до 9-14 м, глубиной 1-1,8 м, дно болотистое, местами каменистое. На реке сооружён каскад прудов. Используется для хозяйственных нужд.
Берёт начало восточнее села Медведевка. Течёт в западном направлении. Впадает в Збруч напротив села Ореховец.
Река имеет около 65 притоков общей длиной 169 км.